# 米澤奈々香
米澤 奈々香 （よねざわ ななか、2004年2月24日 - ）は、日本の陸上競技選手、専門は中距離、長距離種目。静岡県浜松市出身。浜松市立北浜中学校、仙台育英高校を経て、名城大学に在学中。

## 来歴
浜松市立北浜中学校3年時の2018年8月21日、全中陸上1500m優勝、タイムは4分27秒42。10月13日、ジュニアオリンピック1500m優勝、タイムは4分30秒86。
2019年、仙台育英高校に進学。12月22日、全国高等学校駅伝競走大会にて仙台育英高校が優勝し、タイムは1時間7分00秒。米澤は2区4kmを走り区間6位13分05秒であった。
2020年10月2日、日本選手権1500mにおいて田中希実に次いで2位となり、4分15秒62をマークした。12月20日、全国高等学校駅伝競走大会では仙台育英高校は3位1時間7分48秒に留まり、米澤はアンカー5区5kmで15分37秒をマークし3位ながら日本人1位であった。
2021年7月29日、インターハイ1500m2位。日本人のみでは1位で、高校歴代3位のタイム4分14秒74をマークした。8月1日の同インターハイ3000mでは3位。日本人1位でタイムは9分17秒16。12月26日、全国高等学校駅伝競走大会で仙台育英高校が優勝し1時間7分16秒。米澤は1区6.0km区間賞19分15秒をマークした。
2022年1月16日、皇后杯全国女子駅伝宮城県は3位で2時間15分42秒。米澤は4区不破聖衣来（拓殖大1年）の12分29秒に次ぐ2位12分34秒をマークした。
2022年4月、名城大学に進学。10月30日に行われた第４０回全日本大学女子駅伝対校選手権大会では、1区、21分09秒で区間賞、名城大学の史上初の大会6連覇に貢献した。
12月4日、世界クロカンU20 日本代表選考競技会5000mに出場、15分55秒43で優勝。第44回世界クロスカントリー選手権大会代表に内定。
2023年2月18日、バサースト2023世界クロスカントリー選手権大会U20女子6㎞に出場、28位。
2023年6月4日、第20回U20アジア選手権5000mに出場、16分37秒37で優勝、続いて大会最終日6月7日、1500mに出場、4分25秒75で3位、金、銅のメダル２つを手にした。

## 自己記録
- 1500m- 4分14秒74 （2021年7月29日）高校歴代3位
- 3000m- 8分59秒57 （2021年9月25日）高校歴代7位[16]
- 5000m- 15分31秒33 （2021年12月4日）高校歴代6位[17]